# William Threlfall

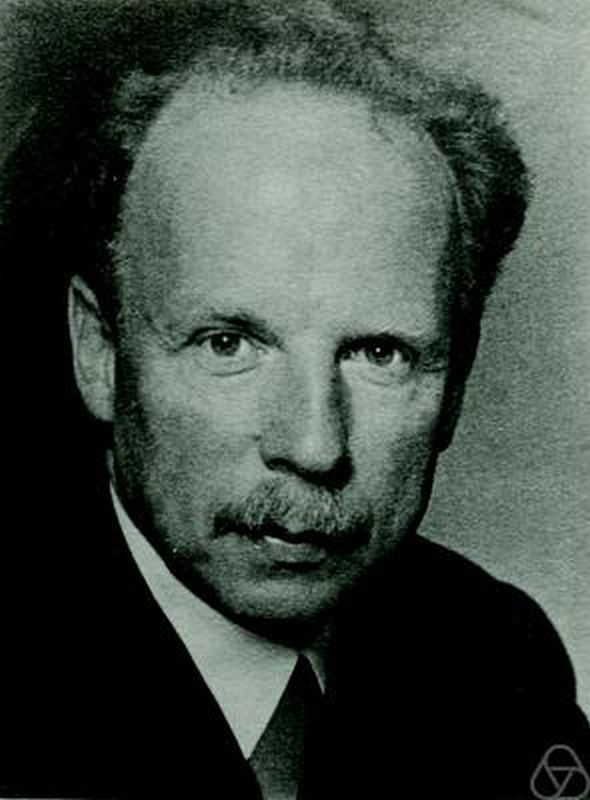
William Threlfall

William Richard Maximilian Hugo Threlfall (Dresden, 25 juni 1888 - Oberwolfach, 4 april 1949) was een Duits wiskundige die werkte op het gebied van de algebraïsche topologie. Hij was samen met Herbert Seifert co-auteur van het standaardwerk Lehrbuch der Topologie. Threlfall was hoogleraar aan de Technische Universiteit Dresden, aan de Maarten Luther-Universiteit in Halle, aan de Universiteit van Frankfurt en, op het einde van zijn leven, aan de Ruprecht-Karls-Universiteit in Heidelberg.

## Publicaties
- Gruppenbilder, Abh. Math.-Phys. Kl. Sächs. Akad. Wiss. 41 (6), 1–59, 1932
- Seifert, Threlfall: Lehrbuch der Topologie, Teubner 1934
- Seifert, Threlfall: Variationsrechnung im Großen, Teubner 1938